# Postulakirkja
Postulakirkja è una montagna alta 626 metri sul mare situata sull'isola di Streymoy, la maggiore dell'arcipelago delle Isole Fær Øer, in Danimarca.